# 33. območni štab Slovenske vojske
33. območni štab (kratica: 33. OŠTO/33. OŠSV) je bil območni štab, sprva Teritorialne obrambe Republike Slovenije, nato pa Slovenske vojske, ki je bil aktiven med slovensko osamosvojitveno vojno.
Spadal je pod poveljstvo 3. pokrajinskega štaba in deloval v sklopu Gorenjske pokrajine.

## Zgodovina
OŠTO je bil ustanovljen v veliki reorganizaciji TO RS v aprilu/maju 1991 v skladu z Zakonom o obrambi in zaščiti, ki je bil sprejet 29. marca 1991 in stopil v veljavo 14. aprila istega leta: 30. aprila so bili ukinjeni občinski štabi in naslednji dan (1. maja) ustanovljeni območni štabi. Nastal je 1. maja 1991 z združitvijo Občinskega štaba Jesenice in Radovljica.
Med slovensko osamosvojitveno vojno je 31. OŠTO skrbel predvsem za področje Zgornjesavske doline. Teritorialci so zajeli 8 starešin, 200 vojakov JLA ter 68 zveznih miličnikov.
Leta 1998 je bila izvedena nova strukturna reorganizacija Slovenske vojske, s katero so bili ukinjeni območni štabi.

## Poveljstvo
Junij 1991
- poveljnik OŠTO: major Janez Smole (v.d.)
- načelnik štaba OŠTO: stotnik 1. razreda Ciril Cenček

## Organizacija
Med slovensko osamosvojitveno vojno je 33. OŠTO nadzoroval naslednje enote:
- 2x zaščitni vod
- 36. diverzantski vod
- 37. diverzantski vod
- Protidiverzantska četa
- 22. samostojna četa
- 23. samostojna četa
- 24. samostojna četa
- Učna četa
- 21. alpski izvidniški vod
- 22. alpski izvidniški vod
- 113. protidiverzantska četa
- 114. protidiverzantska četa
- 3. bataljon, 22. brigada
- jurišni odred 3341/1
- jurišni odred 3341/2
- jurišni odred 3341/3